# Kínai kalligráfia

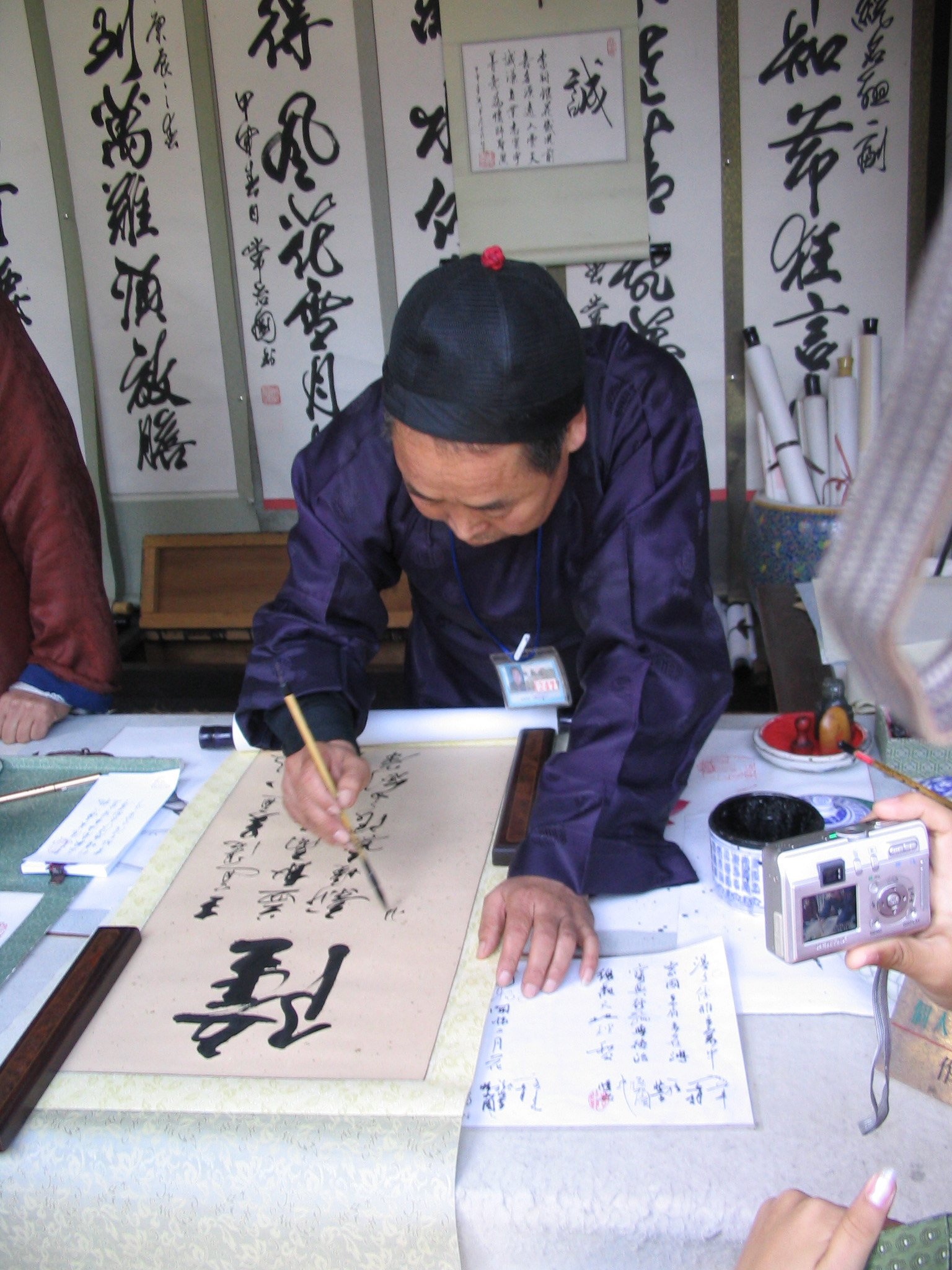
Kínai kalligráfus művész

A kínai kalligráfiát (su-fa (shufa) 書法 / 书法), vagyis az „írás szabályát” ugyanolyan elismert és nagy megbecsülésnek örvendő hagyományos művészeti formának tekintik Kínában, mint például a festészetet, a költészet, a zenét stb. A kínai kalligráfia nem képzelhető el az írás nélkül, hiszen az írásjegyek, szövegek művészi megformálásával az írást szervesen felhasználó alkotófolyamat, illetve az ennek eredményeképpen létrejövő műalkotás. A kalligráfiára is érvényesek az írás, az írásjegyek megformálásának, kialakításának alapvető szabályai, de igazán művészi szinten a kalligráfia esztétikáját éppen ezektől a szabályoktól való, ám egyéni rendszerben értelmezhető eltérések adják. A kínai kalligráfia nagy előszeretettel alkalmazza az aszimmetrikus egyensúlyt, akár egy-egy írásjegy megrajzolásánál, akár az egész kompozícióban.
A kínai kalligráfia leggyakrabban alkalmazott művészetként jelenik meg, amikor is az írástudók körében vagy a hivatalos életben használt iratok díszesebb kivitelezése a cél. A kalligráfia megjelenhet mind a mai napig az okmányokon, hivatalos iratokon, díszfeliratokon, magán- és közintézményeken, cégérek, hirdetések és reklámok szövegében. A régi időkben a kalligráfia gyakori eszköze volt a kőbe vésett emlékfeliratoknak is.

## A kínai írás fejlődése
A kínai írás legelső emlékeit még éles, hegyes tárggyal csontba vagy kőbe karcolták. Ezeknek a korai írásjegyeknek a formáját is inkább ez határozta meg, így jellegzetesen több hullámos, görbe vonal alkotta őket, a vonalak vastagsága pedig mindenhol azonos. Az ecset őse feltehetően rostokra bontott végű bambusz- vagy faágak lehettek. Az írásjegyek ecsettel való leírására csak az i. e. 1. évezred elejétől vannak dokumentált bizonyítékok.

### A kezdetek
A kínai égetéses-repesztéses csontjóslás legkorábbi emlékeire az i. e. 4. évezredből származnak régészeti bizonyítékok, amelyek azonban még nem tartalmaznak feliratokat. A Sang-Jin (Shang-Yin)-kori leletek már egy viszonylag fejlett írásrendszert tartalmaznak, ezért feltételezhető, hogy az írásnak addigra már több száz éves előzményekkel kellett rendelkeznie.
A jóslócsont-írás archaikus és képírás-jellegű. A csontok írása még merev és egyszerű. Ismeretes, hogy ebben a korban ecsettel is írtak kerámiára, csontokra, jádéra és más kőtárgyakra, sőt arra is van bizonyíték, hogy bambuszból vagy fából készült lapokra is, bár ezek anyaguk miatt nem maradhattak fenn. Erre éppen a jóslócsont-írás adja a bizonyítékot, mert ebben előfordulnak az ecsettel írást (聿 jü (yu)), valamint a bambuszcsíkokból összeállított „könyvet” (冊 cö (ce)) ábrázoló írásjegyek is.
Az írásjegyeket, mint a kínai írásban általában, függőleges sorokba rendezték, amelyek jobbról balra követték egymást. Az adott csontfelület lehetőségei szerint a középső oszlopban elkezdett szöveget néha mindkét oldalon felváltva folytatták, de csak felülről lefelé.

### A kínai írás stílusai

#### Pecsétírás
Pecsétírásnak nevezik a kínai írás legkorábbi emlékeit képviselő jóslócsontokon látható jóslócsont-írás későbbi változatát, amely már a Shang (Sang)-korból származó rituális bronzedények vésett feliratain is megjelenik. Jellemzően a Csou (Zhou)-dinasztia korában használt úgy nevezett nagy pecsétírás valamennyi változata, illetve az i. e. 3. század végén, a Csin (Qin)-dinasztia idején végrehajtott az írásmódok egységesítése célzó központi írásreform során megalkotott úgy nevezett kis pecsétírás összefoglaló neve.

#### Kis pecsétírás
A kis pecsétírás elvitathatatlan érdeme, hogy egy átgondolt, összefogott rendszert alkotott a kínai írásjegy szabványosított formai megjelenítésére. A hátránya azonban, hogy ez még mindig magánban hordozta a karcolással, véséssel kialakított formajegyeket, és ezért nehézkes volt az ecsettel történő írása. A kis pecsétírást a Csin (Qin)-dinasztia bukását követően a Han-korban az ecsetírásra kidolgozott úgy nevezett „kancellár írás” váltotta fel, és ezzel véget ért a pecsétírások kora.

#### A kancellár írás
A kancellár írás megjelenését az ecsetírás széles körű elterjedése tette lehetővé. Régészetei leletek bizonyítják, hogy a kancellár írás, ecsetíráshoz kialakított korai formája már a Hadakozó fejedelemségek korában is létezett. Az i. e. 5-4. századtól kezdve, valamint a Csin (Qin)-dinasztia idején a pecsétírások feltehetően csak a hivatalos, méltató vagy díszes szövegek rögzítésére használhatták, míg a mindennapos gyakorlatban a kancellár írással írtak. A kancellár írás a Han-korban vált hivatalos írásstílussá. Az ekkor bevezetett hivatalnoki vizsgarendszer (amely intézmény 1905-ig fennmaradt) keretei között lebonyolított írásbeli vizsgák alkalmával a jelöltek kancellár írással megfogalmazott dolgozatban kellett számot adni tudásukról. A kancellár írás jellegzetes szögletességét a későbbi formák is megőrizték. A kis változtatással megalkotott „szabályos” vagy „standard” stílus, az úgy nevezett kaj-su (kaishu) megjelenéséig, és annak 7. századi bevezetéséig Kína hivatalos írásstílusának számított. Jelentőségét azonban kínai és japán kalligráfiában mindmáig megőrizte.

#### Szabályos írás
A kaj-su (kaishu) valamikor az i. sz. 1-2. században formálódott ki, első említése a 2. századból származik, de egészen az 5. századig, az Északi és Déli dinasztiák koráig nem vált domináns írásstílussá. Végleges, ma ismert formáját a Tang-dinasztia idején nyerte el a korszak neves és kiváló kalligráfusainak alkotásai révén. A kaj-su (kaishu) alapvetően megőrizte a kancellár írás sajátos arányait és formajegyeit, épp csak valamivel keskenyebb és magasabb alakot öltött. Népszerűségét annak köszönhette, hogy az írásba ritmus került, így nem véletlen, hogy a kínai írásmódok evolúciója során épp a kaj-su (kaishu)ból fog kialakulni a félkurzív írás.

#### Félkurzív írás
A félkurzív írás a Keleti Han-dinasztia idején alakult ki, a hivatalos kancellár írás és a szabályos kaj-su (kaishu) gyors, lendületes kézírásos változataként. A félkurzív írás megőrizte a kancellár írás és a szabályos kaj-su (kaishu) szögletes, négyzetbe szerkesztett struktúráját, de már kihasználja az ecsetvonások hajlékonyságát, amely lehetővé tette a gyors kézírássá. Előszeretettel egyszerűsít, gyakorta él a grafikai elemek összevonásával - afféle állandósult ligatúrákat alkalmazva, de épp csak annyira, hogy az ne menjen az olvashatóság rovására.

#### Kurzív írás
Már a Han-korban kialakult az akkor hivatalosnak számító kancellár írás könnyedebb, kevésbé szabályos kézírásos változata. A szabályos kaj-su (kaishu) megjelenését követően a kurzív írás is szabadabbá vált, formajegyeiben erőteljesebben elszakadt a félkurzív írástól. A kurzív írásnak már név szerint ismert mesterei is voltak, akiket máig a legjelentősebb kínai kalligráfusok között tartanak számon. Ilyen volt például Vang Hszi-cse (Wang Xizhi) 王羲之 (303–361) vagy Vang Hszien-cse (Wang Xianzhi) 王献之 (344–386). A írás művészetté formálódásával a kurzív írás jelentős formai átalakuláson ment keresztül. A Tang-dinasztia idején már általánosan használt kalligráfiai stílusnak számított, s olykor az „őrült elnagyolt” (tu-cao (ducao) 狂草) stílusként hivatkoztak rá. A kurzív írás a kínai írásnak már olyan gyors vonalvezetésű, elnagyolt változata, amely a korábban kialakított szabályok közül első ránézésre szinte semmit nem tart be. Valójában a kurzív írásnak is megvannak a maga a sajátos szabályai. Jellegzetessége, hogy igen gyakran több írásjegyet is összekapcsol, az egyes írásjegyek egymáshoz viszonyított arányait, nagyságát pedig eltúlozza - kihangsúlyozza vagy épp elsorvasztja azokat. Nyilvánvaló, hogy nem általános használatra készült, hanem az egyéni stílus megjelenítésének kiváló és művészi eszköze. Nem csak olvasása kíván magas fokú szakmai tapasztalatot, hanem írásának igazi mestere is kevés akad.
A 'ló' jelentésű ma 馬 / 马 írásjegy megjelenítése a különböző írásstílusokban:

Jóslócsont-írás
Bronz-írás
Nagy pecsétírás
Kis pecsétírás
Kancellár írás
Szabályos írás
Félurzív írás
Kurzív írás
Egyszerűsített írás

## Eszközök és anyagok

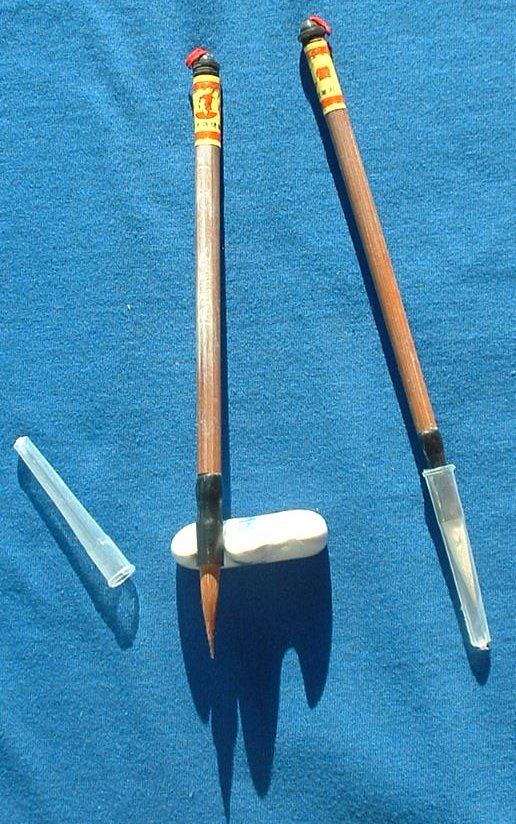
Kínai íróecset.

A kínai írástudók az íráshoz szükséges eszközeiket hagyományosan négy kincsnek (sze pao (si bao) 四寶 / 四宝) nevezik. Ebbe a csoportba az ecset, a tus, a dörzskő és a papír tartozik.

### Ecset
Az ecset (maobi (maobi) 毛筆/毛笔) feltalálását a kínai hagyomány az első kínai császár egyik tábornokának, bizonyos Meng Tien (Meng Tian)nek 蒙恬 (? – i. e. 209) tulajdonítja, bár régészeti leletekkel bizonyítható, hogy jóval korábban is létezett az ecset vagy ecsethez hasonló eszköz. A kínai ecset egy bambuszcsőbe közvetlenül vagy csontgyűrűvel rögzített szőrpamat. A felhasznált szőr lehetett nyúl-, menyét- vagy farkasszőr is. Jellegzetessége, hogy az európai festőecseteknél puhább, és megnedvesítve tűhegyesre áll össze a hegye. Ez teszi lehetővé, hogy a hajszálvékony vonás egyetlen mozdulattal vaskossá szélesedjen. Az ecsethasználat így tudja oldani a pecsétírás merevségét és lágyítani annak szögletes, geometrikus formáit. Továbbá ennek köszönhetően jöhettek létre a különböző kalligráfiai irányzatok is, melyeknek korai változatai már az i. e. 2–1. században kialakultak.

### Tus

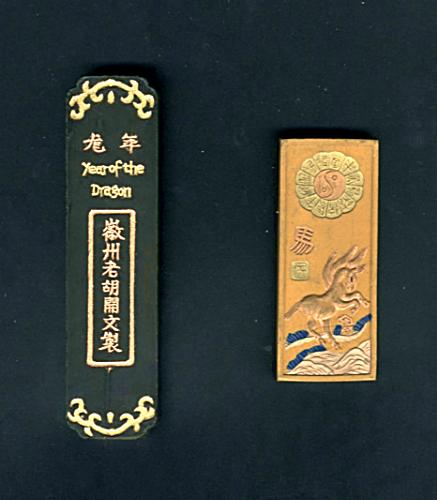
Díszes kivitelű tusrúdak.

A kínai ecsetírás legfontosabb színe a fekete, festéke pedig a tus (mo 墨). A legkorábbi időkben tus helyett különféle ásványi és növényi festékeket használtak. A kínai tus eredete, akárcsak az ecseté, homályba vész. A kínai tust többnyire fenyőfakoromból vagy olajlámpás kormából készítik, melyhez enyvet és esetenként illatosítószereket adagolnak. Az így kapott masszát faformákban különféle alakú rudacskákká, táblácskákká préselik, melynek felületét dombornyomással vagy írással díszíthetik. A művészi kidolgozás miatt a tusrudak gyűjtésének szokása is elterjedt kedvteléssé vált. A szilárd tust vízzel lehet feloldani, de sajátossága az, hogy a víz csak egyszer oldja, így a leírt szöveget sem mosással, sem törléssel nem lehet javítani. A kínai hagyományos könyvnyomtatás során is tusféle festéket használtak.

### Dörzskő

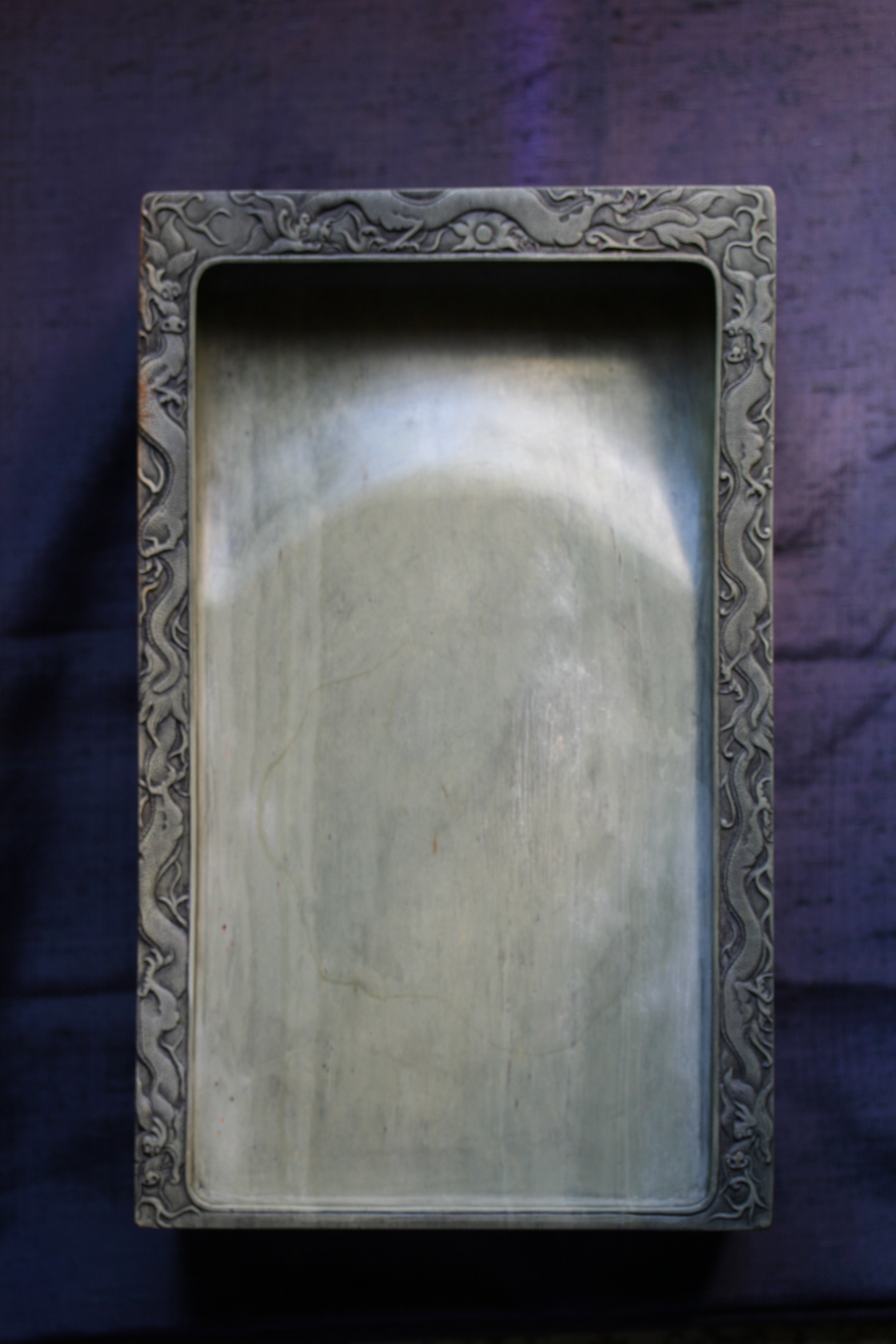
A Szung (Song)-korból származó dörzskő.

A szilárd tus feloldására szolgál a tusdörzsölő-kő, vagy dörzskő (jen (yan) 硯 / 砚) amely kerek vagy téglalap alakú, finom szemcséjű kőből készült lap, felületén homorú mélyedéssel. A mélyedésbe töltött vízbe mártották a tusrudat, és addig dörzsölték azt a kövön, amíg el nem készült az ideális oldat, amelybe aztán az ecsetet mártották.

### Papír
Sok egyéb más anyag mellett a papír (cse (zhi) 紙 / 纸) számít a kínai írás legfőbb hordozójának. Leginkább növényekből vagy esetenként más anyagokból, különféle eljárásokkal felszabadított cellulózszálakból készült lap. A papírkészítéséhez számos növényt felhasználhatnak, melyek közül a hosszú és nagyon vékony, fehér színű cellulózt adókat részesítik előnyben. Nálunk általánosan csak „rizspapír” néven emlegetik a távol-keleti papírokat. Ha nem is nagy mennyiségben, de a kínai papír alapanyagához csakugyan felhasználják a rizsszalmát. A jobb minőségű papírokat részben bambuszrostból, részben egyes fák háncsrostjaiból nyerik. Az egyik ilyen növény például a papíreperfa (Broussonetia papyrifera; ku (gu) 榖).
A leghíresebb kínai papír a hszüan-cse (xuanzhi) 宣紙 / 宣纸, vagyis hszüan (xuan)-papír, melyet hagyományosan az Anhuj (Anhui) tartománybeli Hszüancseng (Xuancheng)ben 宣城 állítanak elő. Ez a kínai merítéses technikával előállított egyik legfinomabb papír. Nagyon vékony rostokból áll, egyenletes szálelosztású. Bár elkészítésének pontos részletei nem titkosak, de nem hozzák nyilvánosságra. Alapanyaga a szárnyas ostorfának nevezett fa (Pteroceltis tatarinowii), a szilfafélék (Ulmaceae) családjának tagja.

### Pecsét

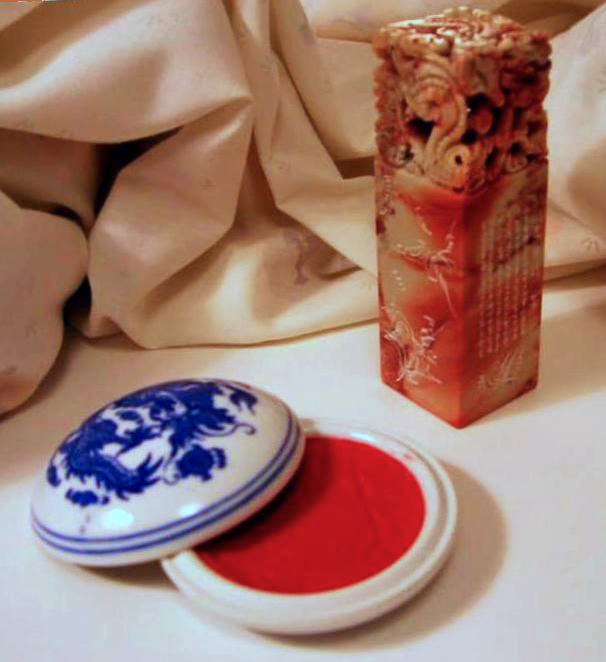
A pecsétnyomó és a hozzávaló cinóbervörös festékmassza.

Szigorúan véve a pecsétnyomó (jin (yin) 印) nem tartozik a négy kincs csoportjába, mégis elengedhetetlen kelléke a kínai kalligráfiának és festészetnek. Kínában szokás volt, hogy a képre vagy kalligráfiára, amely a gyűjtő tulajdonába került, az a saját pecsétjét vagy a gyűjteményének a pecsétjét rányomta. Ha ezután a mű új tulajdonoshoz került, megint és megint újabb pecsétek kerültek rá. A sok pecsétlenyomat végül szinte minden szabad helyet befedett a papíron. A pecsét felirataihoz szinte kizárólag a pecsétírás stílusában használják a kínai írásjegyeket, és ezt tekintik autentikusnak.
A kínai pecsét alapanyagai leggyakrabban különböző kövek, néha nemesfém, esetleg elefántcsont. Alakja általában szögletes tömb, amit vagy külön díszítés nélkül, vagy díszes szoborrá alakítva használnak. A kövek alapanyaga leggyakrabban valamilyen puha, könnyen véshető ásvány, ilyen a szerpentinit, vagy ennél ritkábban a jáde, aminek az ára is sokkal magasabb.
A kínai pecsétnyomat színe mindig vörös, méghozzá cinóbervörös, ami a pecsét hagyományos festékének az összetételéből adódik. Az első és legfontosabb összetevő maga a finom porrá őrölt cinóber, ami egy higanytartalmú ásvány. A nagyon finomra őrölt cinóberből és valamilyen tartós növényi olajból, leggyakrabban ricinusolajból sűrű krémszerű masszát kevernek, ez a tulajdonképpeni festék. Ehhez még néha porrá tört taplót adnak, hogy az egész keverék jól tapadjon, majd apró porcelántálkába töltik, amely ezután pecsétpárnaként funkcionál.

## Technikája

A jung (yong) 永 "örök" jelentésű írásjegyet felépítő 8 alapvonás.

Ugyanennek az írásjegy megrajzolásának vonássorrendje.

A kínai kalligráfia elképzelhetetlen a kínai írás alapvető szabályainak tökéletes ismerete nélkül. Mesteri szinten bármilyen artisztikus legyen is egy-egy kalligráfus mester írásképe, valamennyi alkotásnak az alapja az írásjegyek alapvető felépítésének, szerkesztésének szabályrendszere. Az írásjegy megszerkesztése során, már az írástanulás legelején elsajátított vonásirányok és vonássorrend szent és sérthetetlen szabályai a kalligráfiának is. Nem véletlen, hogy a kalligráfia kínai elnevezésében nem a 'művészet' (ji-su (yishu) 藝術 / 艺术) szó szerepel, hanem a 'szabály', 'törvény' jelentésű fa (法). A szabály-, a mintakövetés, a tradíciókhoz történő alázatos alkalmazkodás a kínai kalligráfia alfája és ómegája.

„A kínai kalligráfia szépségének első törvényei ezekkel a szabályokkal függenek össze, voltaképpen ezeknek a szabályoknak az ismeretéből és betartásából állnak. A szabályos négyszöget arányosan kitöltő elemek felépítés, a függélyes tengely köré egyensúlyozva felépülő vonások; maguknak a vonásoknak a szabályos dinamikája - egyenessége, görbülete, horgai, vékonyodása és vastagodása; végül a vonásoknak ismétlődő, rímelő, párhuzamos formái és elrendeződése adják az alapvető szabályokat. Ezek azonban még csupán a hivatalos írásnormák - a szépség ezen túl kezdődik.”

## Esztétikája
A kínai kalligráfiában létrehozott íráskép - a vonalrajzhoz hasonlóan - azáltal válik esztétikai jelenséggé, hogy végső soron magának az emberi mozgásnak a lenyomata. A műalkotás összbenyomását a kompozíció, az egész szerkezet felépítése, egyensúlya, harmóniája, arányai és egysége adja. A kalligráfiának művészi szintű művelése során született alkotásaiban megjelennek az egyéni jellegzetességek is. Amíg a szabályos írásban, a tradíciókhoz való alkalmazkodás, az utánzás a követelmény, addig a művészi kalligráfia igazi értékét épp a szabályoktól való apró eltérések, a deviációk adják, már amennyiben azok rendszert alkotnak, és csakugyan az egyéniség arculatát rajzolják meg.

„A vonal remegései, az egyensúly apró megbillenései, a modorosságként is számon tartott apró szabálytalanságok, a közöstől, általánosan elfogadottól való eltérések hordozzák az egyéniséget. A kínai különösen kedveli a kalligráfiában az aszimmetrikus egyensúlyt: egy-egy jel szerkezetének apró megrezdülését; legfőbb értékként pedig a váratlan forma megjelenését üdvözli.”

## Galéria

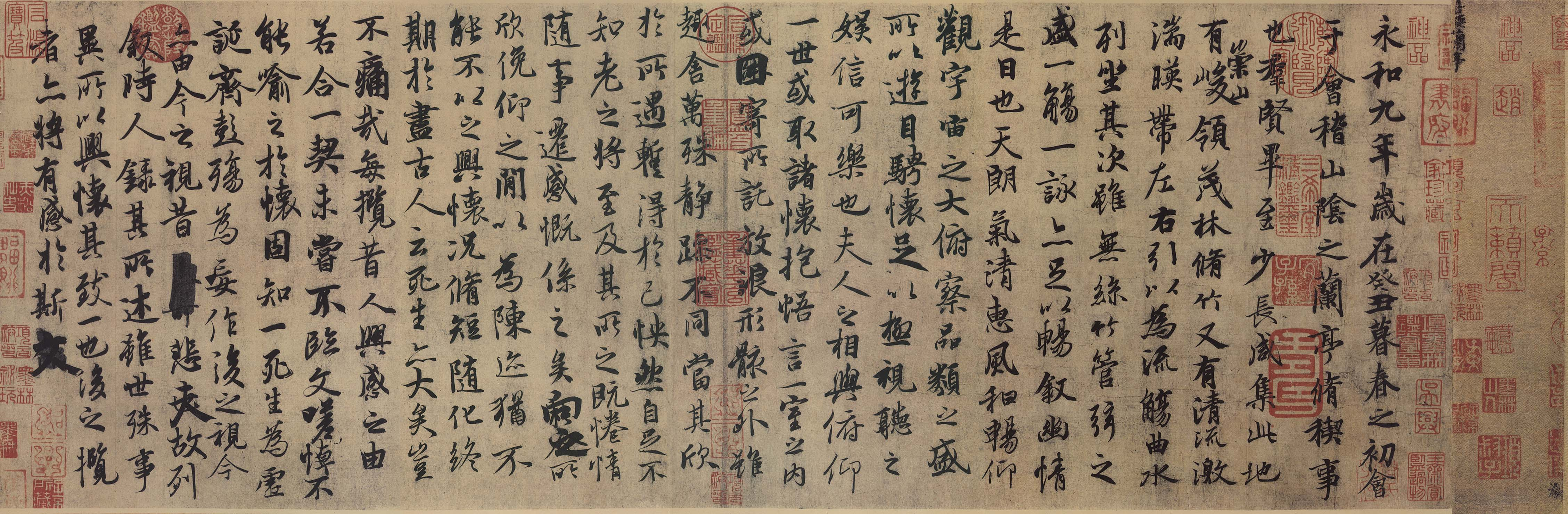
Vang Hszi-cse (Wang Xizhi) 王羲之 (303–361) Előszó az „Orchidea pavilonhoz gyűjteményéhez” (Lan-ting-ji hszü (Lantingji xu) 蘭亭集序) című kalligráfiájának másolata, amelyet a leghíresebb kínai kalligráfiaként tartanak számon.
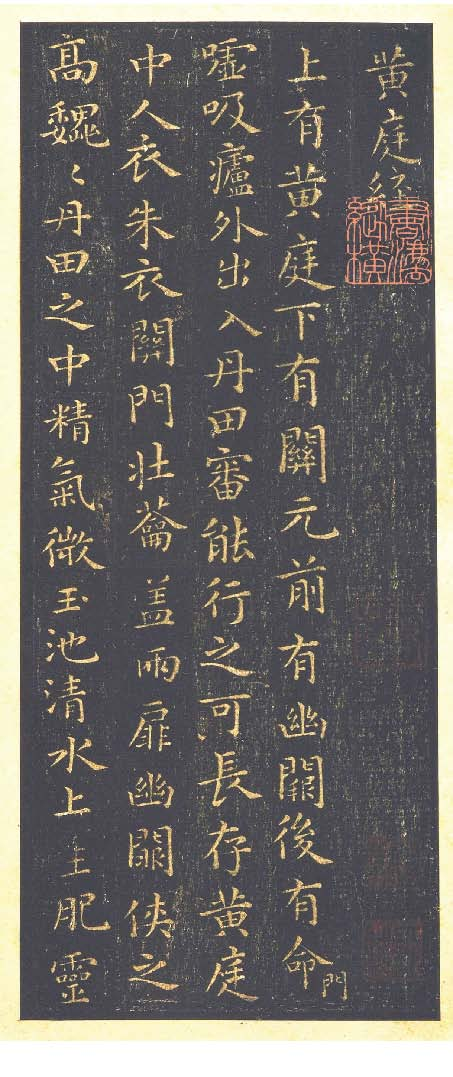
A „Sárga udvar klasszikusai” (Huang-ting csing (Huangting jing) 黄庭经) néven ismert kősztélékre vésett szövegek egyike, melyeket Vang Hszi-cse (Wang Xizhi) kézírása alapján készítettek.
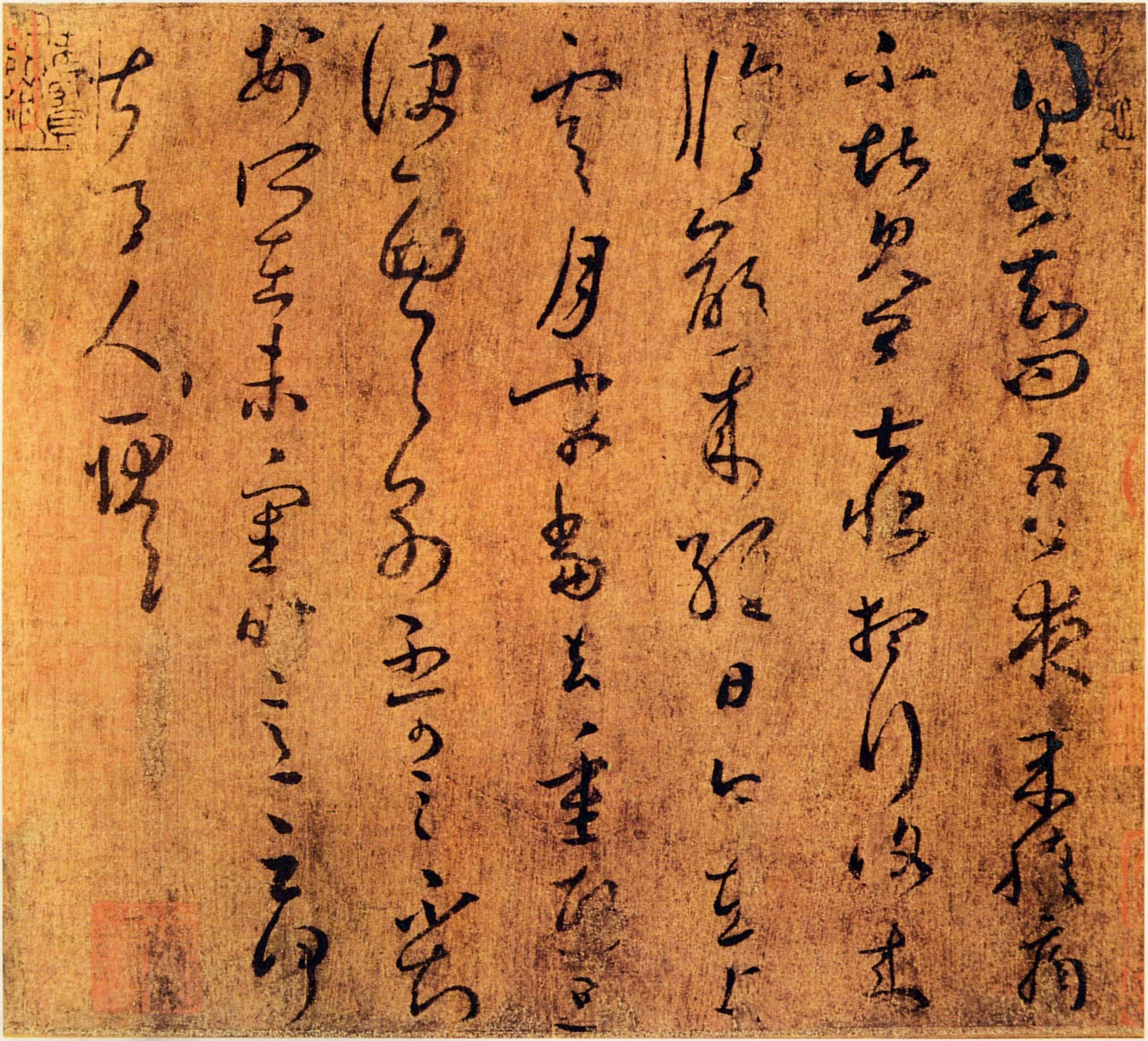
Vang Hszi-cse (Wang Xizhi) 上虞帖 című kalligráfiájának másolata.
Vang Hszien-cse (Wang Xianzhi) 王獻之 (344–386) 新婦地黃湯帖 című kalligráfiájának másolata a Tang-korból
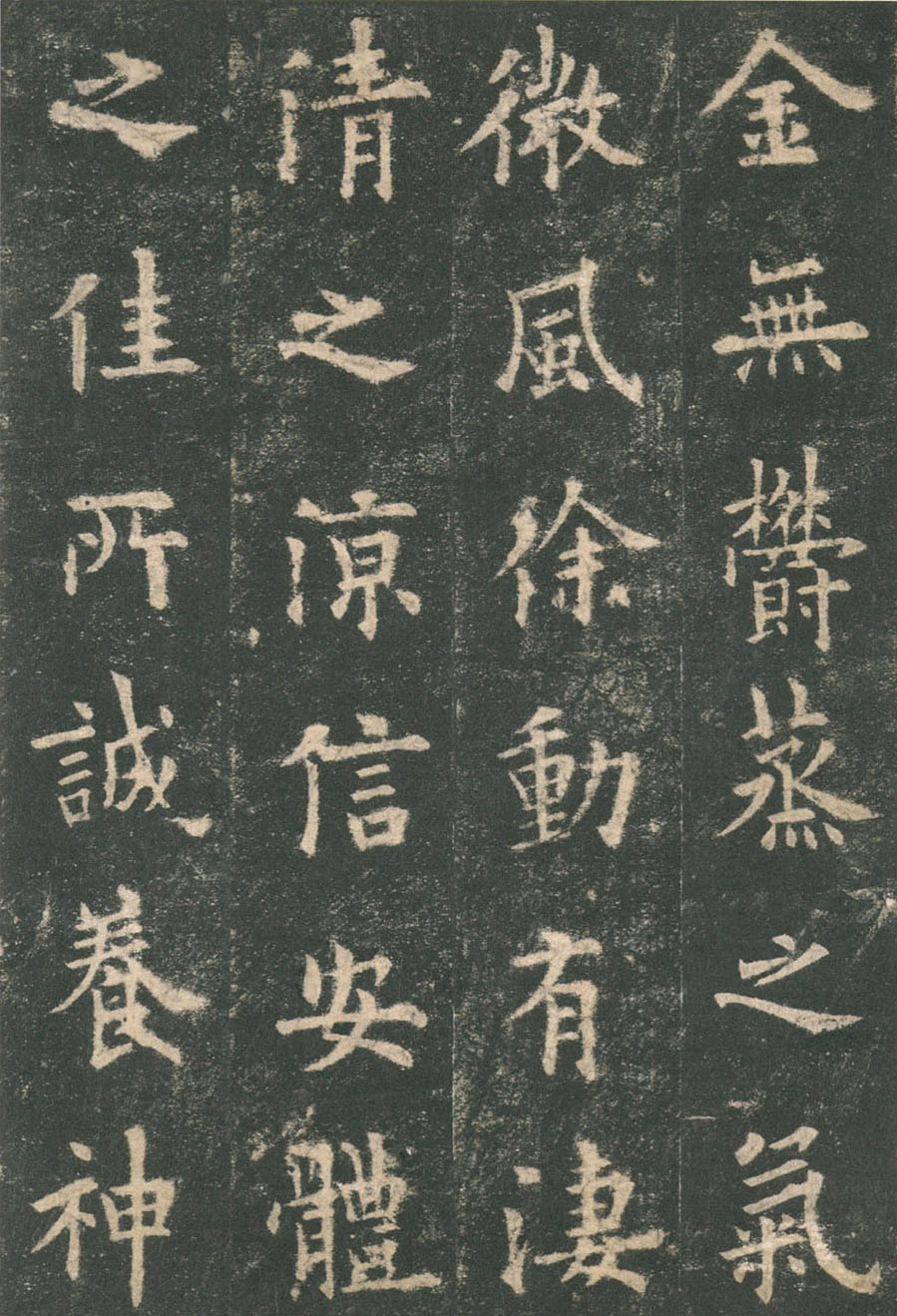
Ou-jang Hszün (Ouyang Xun) 歐陽詢 (557–641) kalligráfiája.
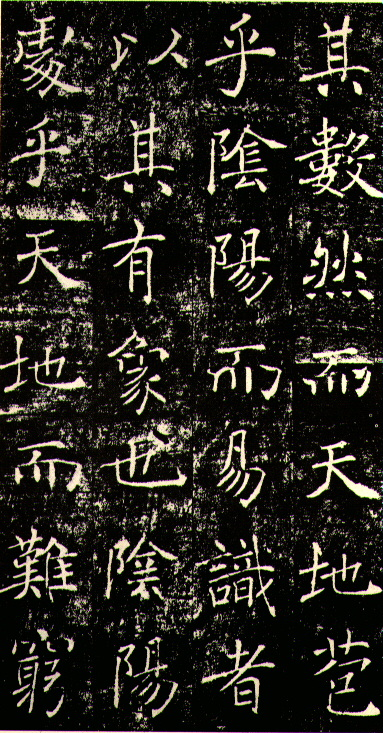
Csu Szuj-liang (Chu Suiliang) 褚遂良 (597–658) kalligráfiájáról készült véset pacskolata.
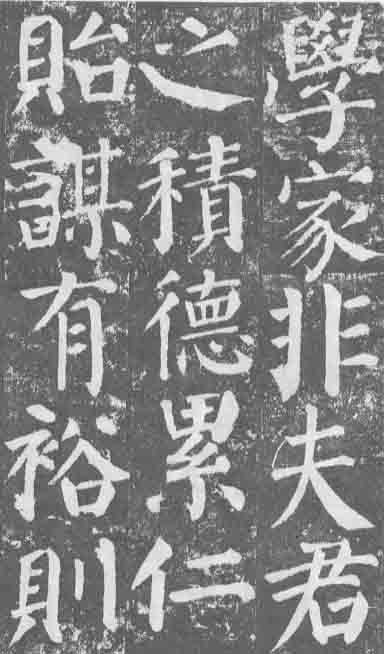
Jen Csen-csing (Yan Zhenqing) 颜真卿 (709–785) kalligráfiájáról készült véset pacskolata.
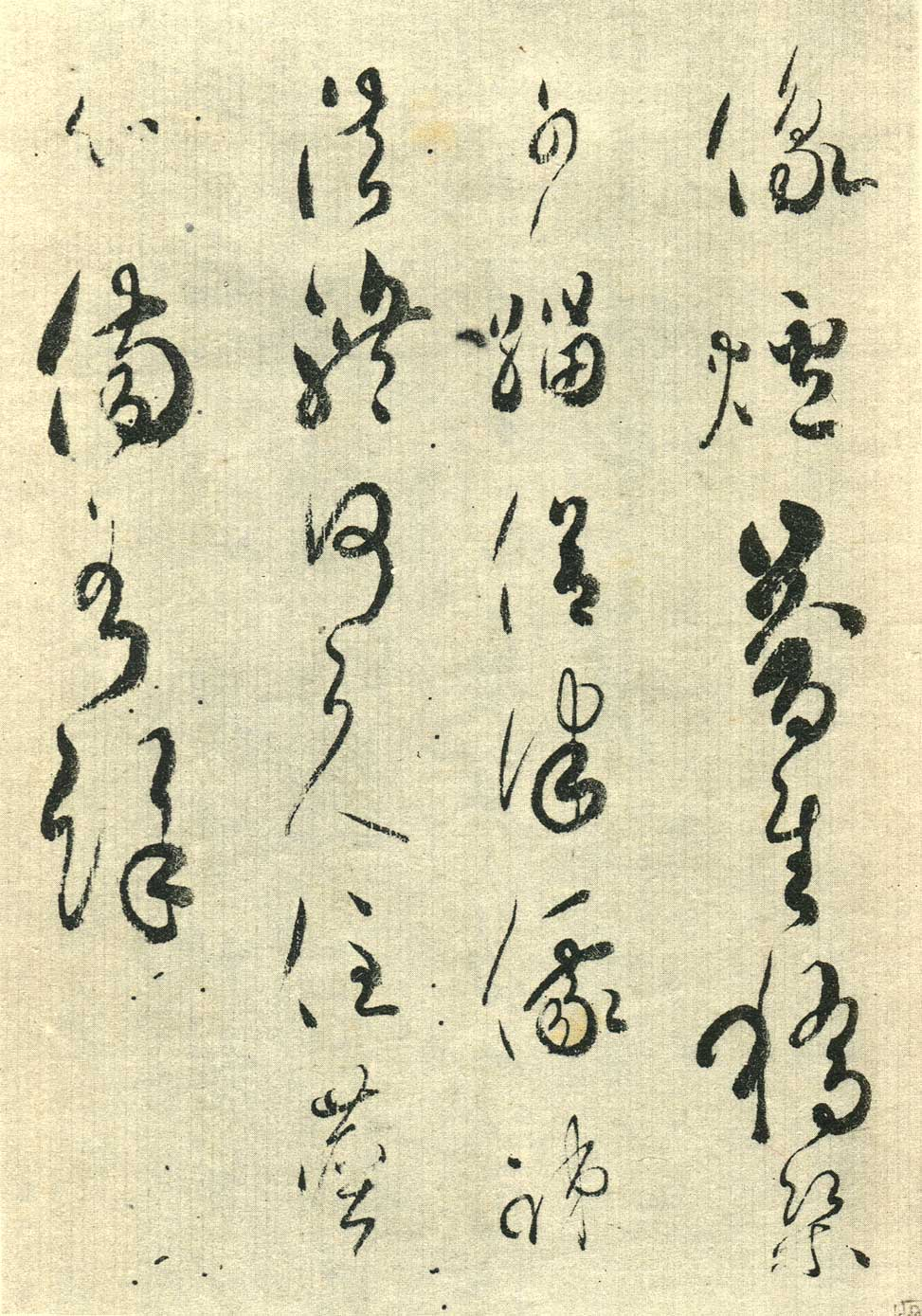
A japán Szaga császár 嵯峨天皇 (785–842) kalligráfiája
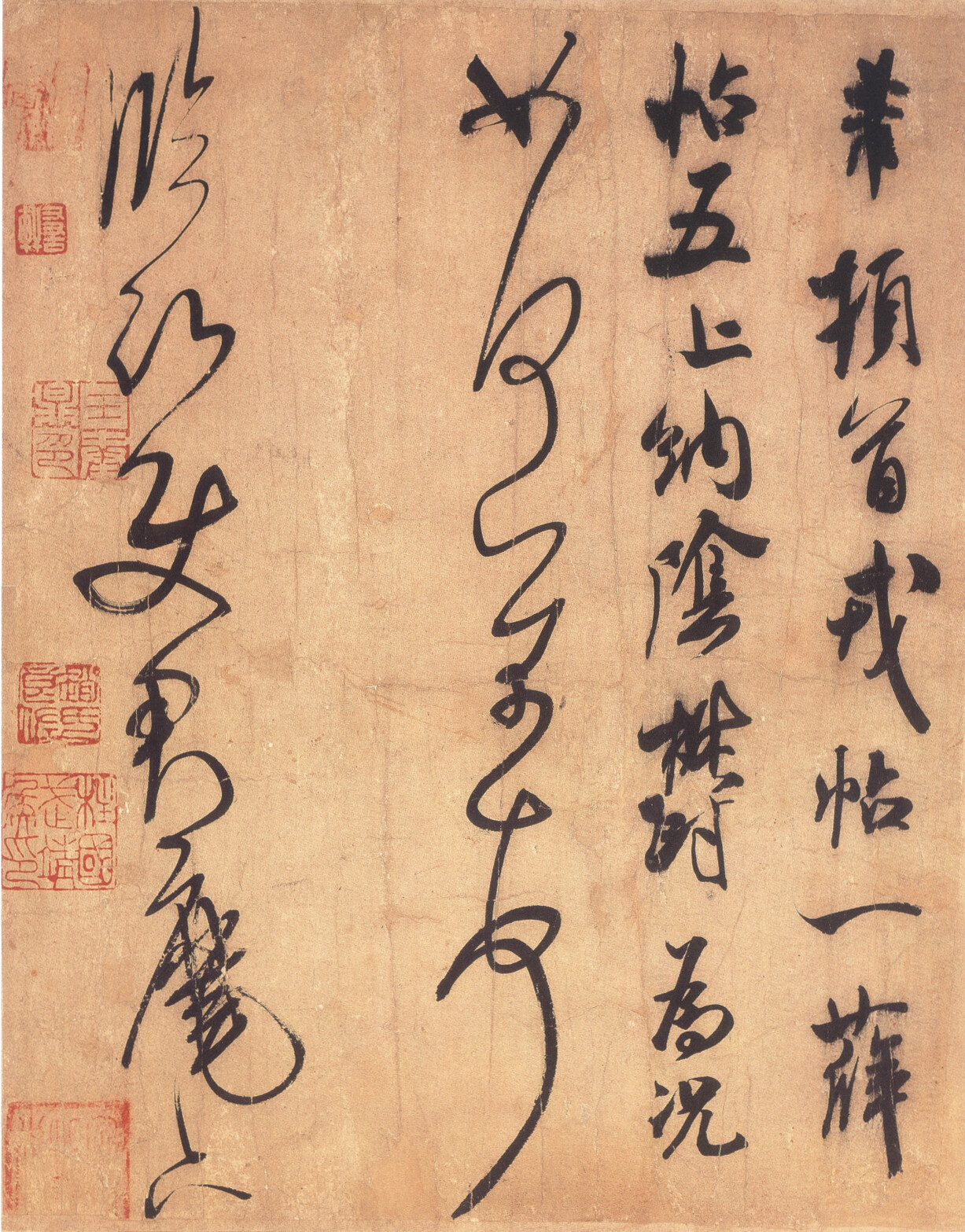
Mi Fu félkurzív és kurzív írást is tartalmazó kalligráfiája.
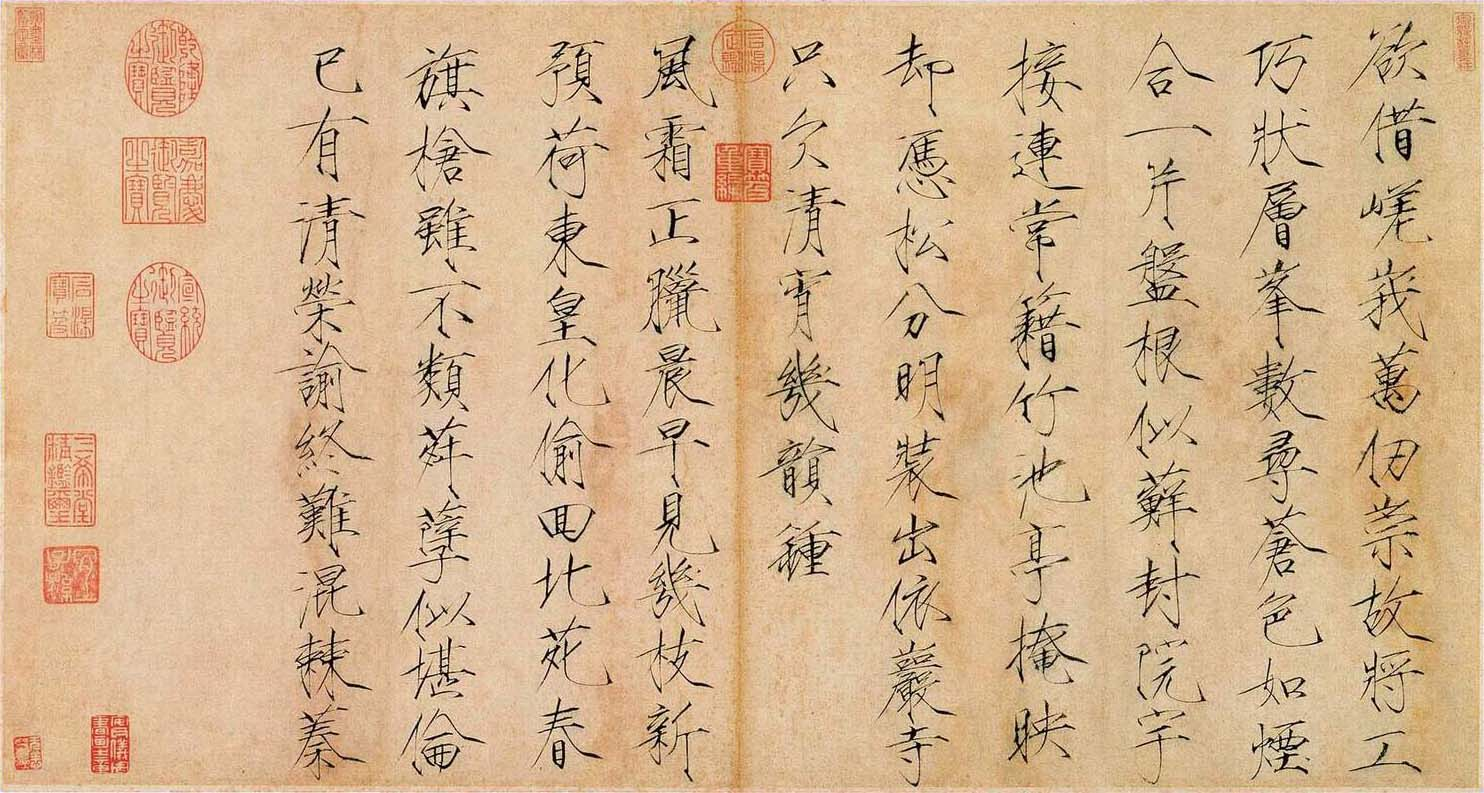
A Szung (Song)-dinasztia Huj-cung (Huizong) 徽宗 (1082–1135) császárának kézírása.
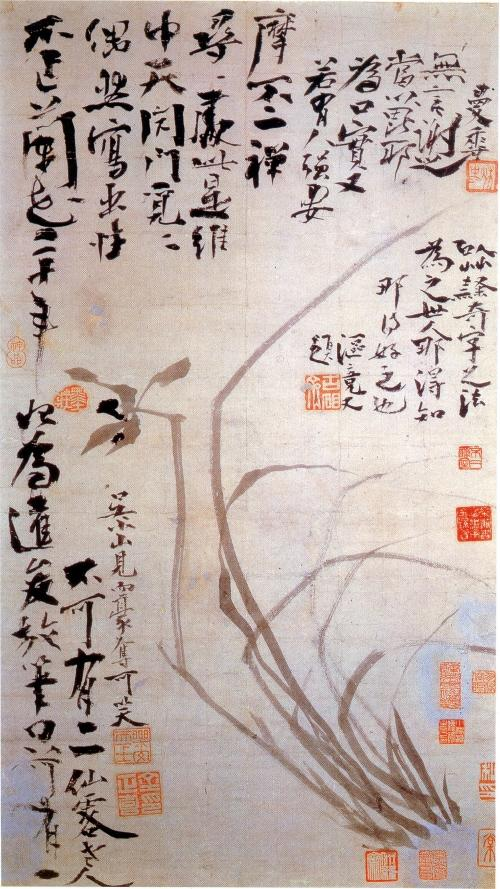
A koreai Kim Jeonghui 金正喜 (1786-1856) kalligráfiája